# کفش‌های قرمز (مجموعه تلویزیونی)
کفش‌های قرمز (کره‌ای: 빨강 구두) یک مجموعه تلویزیونی کره جنوبی سال ۲۰۲۱ با بازی چوی میونگ-گیل، سو یی-هیون و پارک یون جه است. این مجموعه به کارگردانی پارک گی هیون و نویسندگی هوانگ سون یونگ است و داستان دختری به دنبال انتقام مادرش را روایت می‌کند که پدر و برادرش را در جستجوی عشق و موفقیت ترک کرده‌است. این درام روزانه از ۵ ژوئیه تا ۱۰ دسامبر ۲۰۲۱، در روزهای هفته ساعت ۱۹:۵۰ (کی‌اس‌تی) از کی‌بی‌اس۲ پخش شد.